# سمت الرأس

رسم بياني يوضح العلاقة بين سمت الرأس والنظير وأنواع مختلفة من الآفاق. لاحظ أن سمت الرأس هو عكس النظير.

سَمت الرأس في علم الفلك نقطة ينتهي إليها الخط الخارج من مركز الأرض على استقامة قامة الشخص وتقابلها في آخر القطر الممتد في اتجاه القدمين إلى أسفل نقطة - النظير ويتوقف موقع سمت الرأس والنظير على موضع الراصد على سطح الأرض، فإذا كان الراصد عند قطب الأرض الشمالي كان قطب السماء الشمالي في سمت رأسه ويتعين النظير دائما باتجاه جاذبية الأرض.